# Tropocalymmatini
Tropocalymmatini son una  tribu de coleópteros polífagos crisomeloideos de la familia Cerambycidae. Comprende un solo género Tropocalymma con una sola especie: Tropocalymma dimidiatum (Newman, 1841) Es originaria de Australia.
1. ↑  Tropocalymmatini en BioLib
2. ↑  Tropocalymmatini en Eon